# 스위스 축구 국가대표팀
스위스 축구 국가대표팀은 스위스의 축구 국가대표팀으로 이 팀은 스위스 축구 협회가 관리하고 있으며 중부 유럽 축구 강호로 손꼽히며 1905년 2월 12일 프랑스와의 경기에서 A매치 데뷔 경기를 치렀다.

## 국제 대회 경력

### FIFA 월드컵
FIFA 월드컵 본선에는 11번 출전하여 1950년 6위, 이 중 1934년과 1938년, 그리고 안방에서 열린 1954년 대회에서 8강에 이름을 올렸다. 그리고 2006년 대회과 2018년 대회에서는 16강에 이름을 올렸으며 특히 2006년 대회 16강전에서 월드컵과 유로 대회를 통틀어 메이저 대회 본선 처녀 출전팀인 우크라이나를 상대로 승부차기에서 전원 실축을 저지르면서 통산 4번째 8강 진출에 실패했고 이와 더불어 무실점 탈락, 최초의 승부차기 전원 실패라는 월드컵 역사상 유례없는 기록까지 세웠다.

### UEFA 유럽 축구 선수권 대회
UEFA 유로 1996 본선을 시작으로 4번의 유로 대회 본선에 올라 2016년 대회에서 사상 첫 유로 대회 16강 진출에 성공했고 다음 대회인 2020년 대회에서는 8강에 오르며 유로 대회 사상 첫 8강이자 1954년 월드컵 이후 67년만의 메이저 대회 8강이라는 업적을 달성했다.

## 역사

### 20세기
스위스는 파리에서 열린 1924년 하계 올림픽 결승전에서 우루과이에게 0-3으로 패하면서 은메달을 획득했다. 그리고 1934년 FIFA 월드컵 본선에 처음으로 합류했고 이 대회에서 8강에 진출했으나 체코에게 패하면서 4강 진출에 실패했다. 1938년 FIFA 월드컵에서도 8강에 진출하였으나, 헝가리에게 패하면서 역시 4강 진출에 실패했다. 그리고 1954년 FIFA 월드컵에서는 개최국 자격으로 참가하며 3번째로 8강에 진출하였고 이웃나라 오스트리아에게 5-7로 패하면서 또 다시 8강에서 여정을 마감했다. 그리고 1950년, 1962년, 1966년에도 FIFA 월드컵 본선에 진출하였으나 모두 1라운드에서 탈락하였다. 1992년 잉글랜드인 감독 로이 호지슨이 사령탑에 취임한 스위스는 역대 최고의 FIFA 랭킹을 기록했고 1994년 FIFA 월드컵을 통해 무려 28년만에 월드컵 본선에 진출하였다. 대회 본선에서 루마니아를 꺾었고 개최국 미국과 비기면서 16강에 진출하였다. 스위스는 16강에서 대한민국의 조별리그 첫 상대였던 스페인에게 0-3으로 패하며 8강 진출에 실패했다. 이후 UEFA 유로 1996을 통해 UEFA 유럽 축구 선수권 대회에 처음으로 본선에 모습을 드러냈다. 본선에서는 포르투갈 출신 아르투르 조르제가 감독을 맡았지만 잉글랜드와 비기고 네덜란드와 스코틀랜드에 패하면서 A조 최하위로 조별리그에서 탈락하였다.

### UEFA 유로 2004
스위스는 UEFA 유로 2004 예선 10조에서 러시아와 아일랜드를 제치고 조 1위로 포르투갈에서 열리는 UEFA 유로 2004 본선에 진출하였다. 본선 첫 경기인 크로아티아전에서는 득점 없이 비겼고 잉글랜드와의 2차전에서는 0-3으로, 그리고 전 대회 우승팀 프랑스와의 조별리그 최종전에서는 1-3으로 패하면서 B조 최하위로 또 다시 조별리그에 머물렀다. 요한 볼란텐은 프랑스전에서의 동점골을 터뜨리면서 나흘 전에 기록을 세운 웨인 루니를 제치고 유로 대회 최연소 득점자 명단에 이름을 올렸다.

### 2006년 FIFA 월드컵

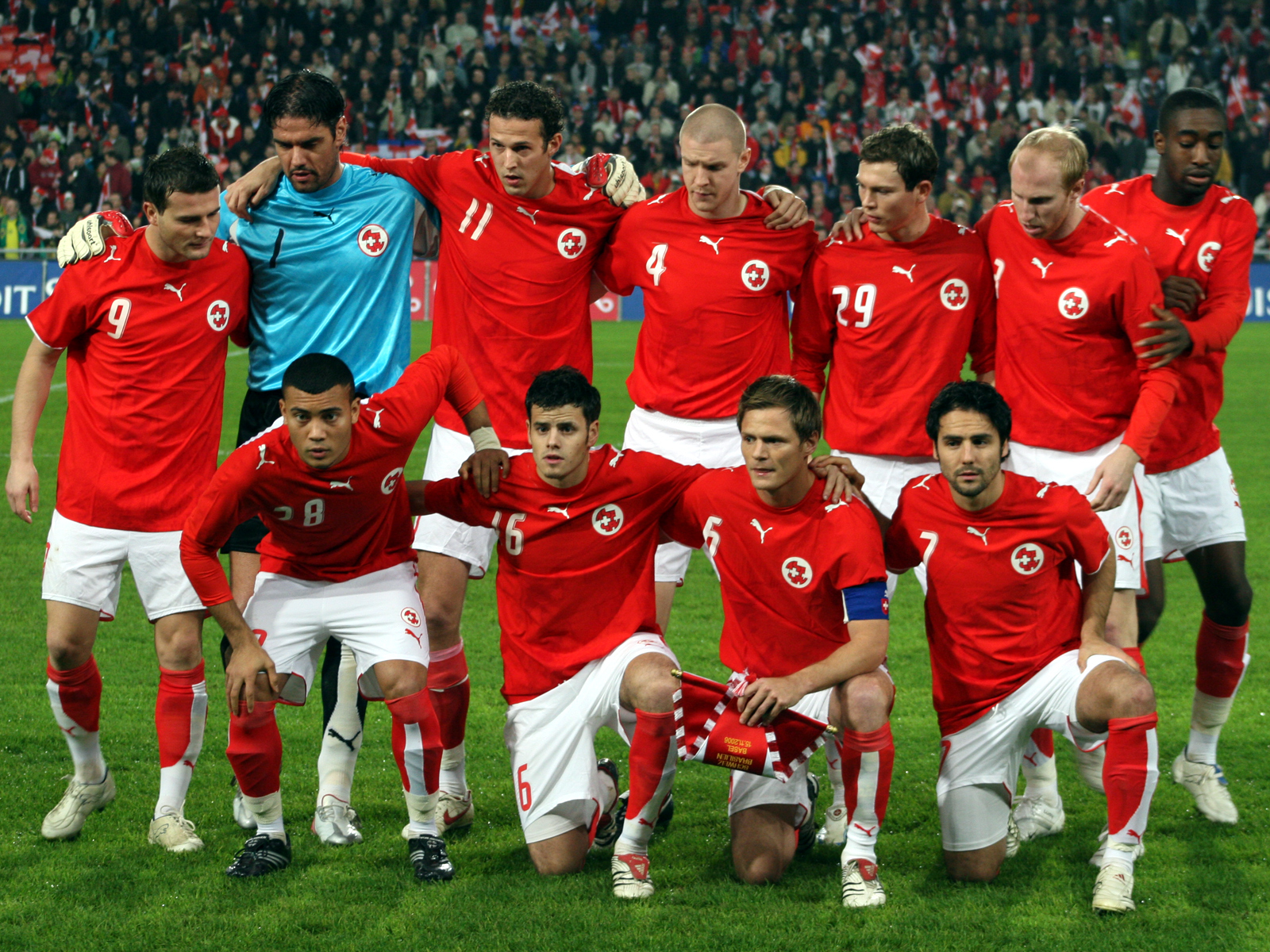
2006년 11월, 브라질과의 친선전을 앞두고 촬영한 스위스 선수들

예선 4조에서 프랑스에 밀려 조 2위를 차지한 후 터키를 상대로 치른 플레이오프전 홈 1차전에서 2-0으로 이기고, 원정에서 2-4로 패해 합계 4-4로 동률을 이루었으나 원정 다득점 원칙에 따라 12년만에 본선에 안착하였다. 슈투트가르트에서 열린 이 대회 준우승팀인 프랑스와의 본선 조별리그 첫 경기에서는 0-0 무승부를 기록했고 도르트문트에서 열린 토고와의 조별리그 2번째 경기에서는 2-0 승리를 거두었으며 하노버에서 열린 대한민국과의 조별리그 최종전에서는 2-0으로 완승을 거두면서 대한민국의 원정 첫 16강 진출을 가로막음과 동시에 G조 1위로 16강 티켓을 거머쥐었다. 그리고 쾰른에서 열린 우크라이나와의 16강전에서는 120분간 양팀이 혈전을 펼쳤음에도 불구하고 모두 득점하는데 실패하면서 승부차기까지 갔고 결국 승부차기에서 우크라이나가 3-0으로 승리를 거두며 처음으로 출전한 월드컵 본선에서 8강에 진출하는 기염을 토했다. 반면 스위스는 이 대회에서 유일하게 실점 없이 탈락한 팀이라는 유례없는 기록의 희생양이 되었다. 알렉산더 프라이가 이 대회에서 2골을 기록하면서 팀내 최다 득점자가 되었지만 팀의 16강 탈락을 막는데 실패했다. 아울러 스위스는 승부차기에서의 패배로 단 한명의 키커도 성공하지 못한 최초의 국가로도 기록되는 불명예를 안았다.

### UEFA 유로 2008
스위스는 오스트리아와 UEFA 유로 2008 공동 개최국 자격으로 본선에 자동 진출했다. 스위스는 A조의 3경기를 모두 바젤에서 치렀고 체코와의 개막전에서 0-1로 패했고 터키와의 2차전에서 1-2로 패하면서 단 2경기만에 조별리그 탈락이 확정되었다. 그래도 전 대회 준우승팀인 포르투갈과의 조별리그 최종전에서는 2-0 완승으로 유종의 미를 확실히 거두었다. 스위스가 득점한 3골은 모두 하칸 야킨이 득점하였다. 대회 후 야코프 쿤 감독이 감독직을 내려놓았고 오트마어 히츠펠트가 후임으로 감독직을 수행하게 되었다.

### 2010년 FIFA 월드컵

#### 예선
스위스는 남아프리카 공화국에서 열리는 2010년 FIFA 월드컵에 진출하기 위해 2조에서 비록 룩셈부르크에 1-2 충격패를 당했지만 그리스, 라트비아, 그리고 이스라엘을 제치고 조 1위로 2회 연속 본선에 직행하였다.

#### 본선
대회 본선에서 스위스는 스페인, 칠레, 그리고 온두라스와 함께 H조에 편성되었다. 이 대회 챔피언 스페인과의 1차전에서는 1-0 승리를 따냈고 칠레와의 2차전 경기에서는 후반 30분 마르크 곤잘레스에게 결승골을 얻어맞으면서 0-1로 패하였다. 이로서 559분간 지속된 스위스의 무실점 기록도 깨지고 말았다. 물론 이탈리아의 종전 기록인 550분의 기록을 무려 9분 경신하였다. 그리고 16강 진출을 달성하기 위해 H조 최약체인 온두라스와의 최종전에서 2골차 이상 승리가 필요했음에도 불구하고 이 경기에서 득점 없이 비기면서 H조 3위로 2회 연속 16강 진출에 실패하였다.

### UEFA 유로 2012 예선
스위스는 예선 G조에서 잉글랜드와 몬테네그로에 밀려 조 3위에 그쳐 UEFA 유로 2004 이래 처음으로 메이저 대회 본선 진출이 좌절되었다.

### 2014년 FIFA 월드컵

#### 예선
스위스는 2014년 FIFA 월드컵 유럽 지역 예선 E조에서 아이슬란드, 슬로베니아 등을 따돌리고 조 1위로 3회 연속 월드컵 본선에 진출했다.
| 팀         | 경기 | 승 | 무 | 패 | 득점 | 실점 | 골득실 | 승점 |
| ---------- | ---- | -- | -- | -- | ---- | ---- | ------ | ---- |
| 스위스     | 10   | 7  | 3  | 0  | 17   | 6    | +11    | 24   |
| 아이슬란드 | 10   | 5  | 2  | 3  | 17   | 15   | +2     | 17   |
| 슬로베니아 | 10   | 5  | 0  | 5  | 14   | 11   | +3     | 15   |
| 노르웨이   | 10   | 3  | 3  | 4  | 10   | 13   | -3     | 12   |
| 알바니아   | 10   | 3  | 2  | 5  | 9    | 11   | -2     | 11   |
| 키프로스   | 10   | 1  | 2  | 7  | 4    | 15   | -11    | 5    |

|            | 노르웨이 | 슬로베니아 | 스위스 | 알바니아 | 키프로스 | 아이슬란드 |
| ---------- | -------- | ---------- | ------ | -------- | -------- | ---------- |
| 노르웨이   | –        | 2-1        | 0-2    | 0-1      | 2-0      | 1-1        |
| 슬로베니아 | 3-0      | –          | 0-2    | 1-0      | 2-1      | 1-2        |
| 스위스     | 1-1      | 1-0        | –      | 2-0      | 1-0      | 4-4        |
| 알바니아   | 1-1      | 1-0        | 1-2    | –        | 3-1      | 1-2        |
| 키프로스   | 1-3      | 0-2        | 0-0    | 0-0      | –        | 1-0        |
| 아이슬란드 | 2-0      | 2-4        | 0-2    | 2-1      | 2-0      | –          |

#### 본선

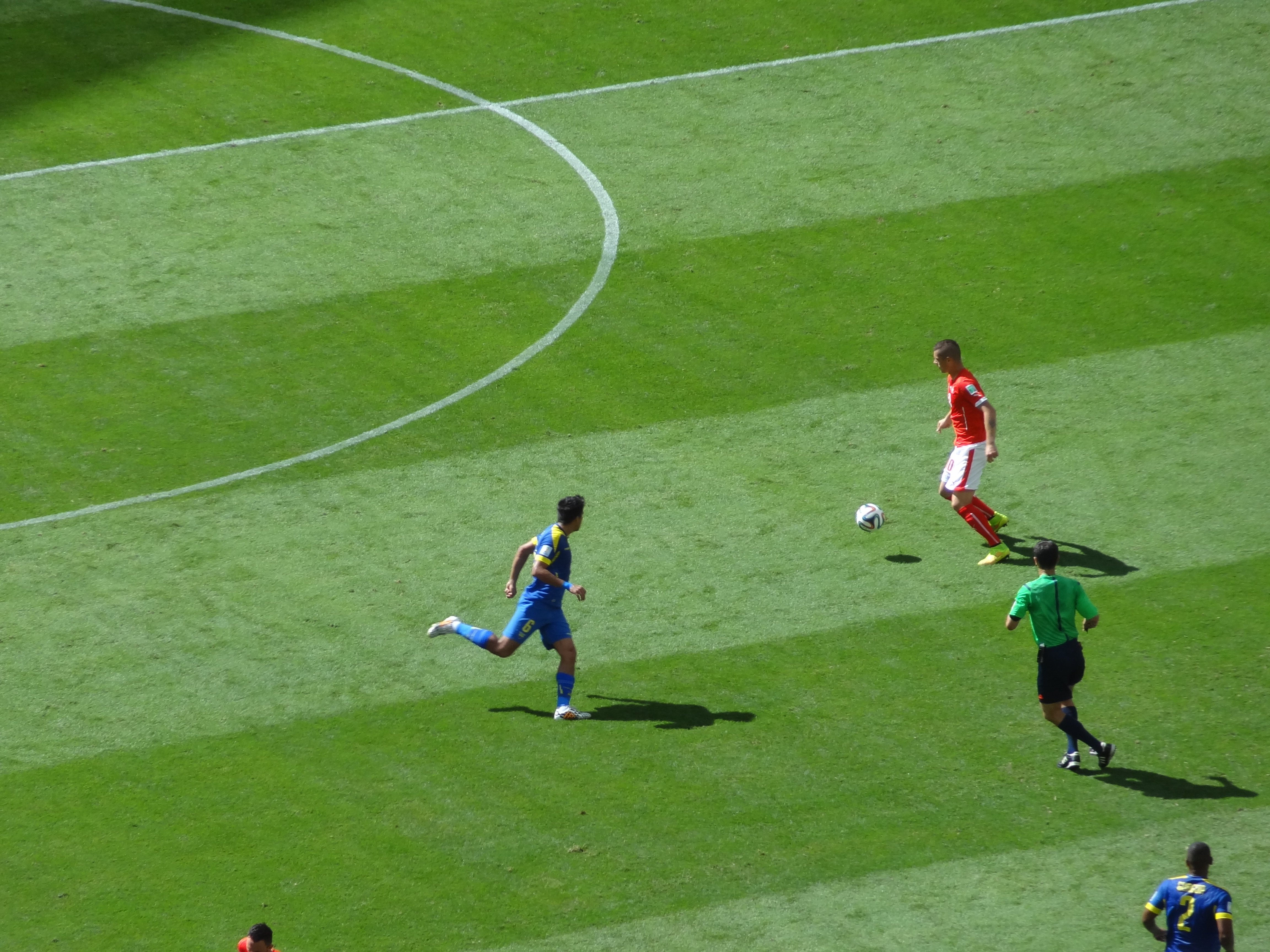
에콰도르와의 2014년 FIFA 월드컵 E조 첫경기에서의 그라니트 자카

본선 조추첨에 앞서 2014년 FIFA 월드컵의 시드 배정 방식이 발표되었다. 시드 배정의 전 대회에와 다르게 플레이오프를 통한 진출 여부와 무관하게, 2013년 10월의 FIFA 랭킹만을 기준으로 하게 되었다. 이 기준에 따라 2013년 10월에 FIFA 랭킹 7위에 오른 스위스는 개최국 브라질과 나머지 FIFA 랭킹 상위 6개국 (스페인, 독일, 아르헨티나, 콜롬비아, 벨기에, 우루과이)과 함께 조추첨에서 톱시드를 받게 되었다. 조추첨식은 2013년 12월 6일 바이아주의 코스타 두 사우이페 리조트에서 열렸고, 과거 FIFA 월드컵 우승을 경험했던 선수들에 의해 진행되었다. 스위스는 에콰도르, 프랑스, 그리고 온두라스와 함께 E조에 편성되었다. 2014년 6월 15일 브라질리아의 이스타지우 마네 가힌샤에서 열린 에콰도르와의 조별리그 1차전에서 전반 22분 에네르 발렌시아에게 선제골을 내주었다. 그러나 후반이 시작된지 얼마 되지 않아 세트피스로 동점골을 넣었다. 리카르도 로드리게스의 코너킥을 후반 시작과 함께 교체로 투입된 아드미르 메흐메디의 헤딩골로 직결시켰다. 그리고 후반 48분, 교체로 투입된 하리스 세페로비치가 인저리 타임이 20초 남은 시점에서 결승골을 터뜨리면서 극적인 역전승을 거두었다. 이로서 스위스는 남미팀을 상대로한 6번의 월드컵 본선에서 첫 승을 신고했다. 그리고 전 대회인 2006년 FIFA 월드컵 조별리그에서 득점 없이 비긴 바가 있는 프랑스와 12년만에 재회한스위스는 전반 17분 프랑스의 올리비에 지루에게 선제골을 허용했고 얼마 지나지 않아 블레즈 마튀이디에게 2번째 골을 허용했다. 이후 요한 주루가 벤제마를 박스 안에서 넘어뜨렸으나, 디에고 베날리오 골키퍼가 선방한 뒤 요안 카바예의 리바운드 슛까지 크로스바의 도움으로 근근이 버텨낸 스위스는 마티외 발뷔에나에게 3번째 추가골을 내주며 전반전을 0-3으로 뒤진 채 마쳤다. 스위스는 후반전에 들어서도 폴 포그바의 크로스가 카림 벤제마에게도 4번째 골을 헌납했고 무사 시소코에게 5번째 골을 허용하고 말았다. 이후 스위스는 뒤늦게 블레림 제마일리와 그라니트 자카가 연속 2골을 뽑아냈지만 승부를 뒤집기엔 역부족이었다. 경기 종료 시점에 카림 벤제마에게 6번째 실점을 당한 것으로 보였으나 득점으로 인정되지 않았고 결국 경기는 프랑스의 5-2 완승으로 끝났다. 그리고 마나우스의 아레나 아마조니아에서 벌어진 조별리그 최종전 상대는 전 대회에서 스위스의 16강행을 가로막은 온두라스였다. 그러나 이 경기에서 스위스는 제르단 샤치리의 해트트릭에 힘입어 3-0 완승을 거두며 12년만에 16강에 복귀했다. 스위스의 16강을 이끈 샤치리는 역대 FIFA 월드컵에서 해트트릭을 기록한 50번째 선수에 이름을 올렸고 1954년 FIFA 월드컵 요제프 휘기에 이어 60년만에 해트트릭을 달성한 두번째 스위스 선수가 되었다. 그리고 상파울루 아레나 코린치앙스에서 열린 아르헨티나와의 16강전에서는 연장전까지 이어지다가 결국 경기 종료 2분을 남겨두고 앙헬 디 마리아에게 선제골이자 결승골을 얻어맞았다. 스위스는 인저리 타임에 동점골의 기회를 잡은 블레림 제마일리의 헤딩슛이 골대를 강타했고 리바운드 슛마저 골대를 외면하면서 0-1 패배로 8강 진출에 실패했다. 대회 종료 후 오트마어 히츠펠트가 은퇴하였고 7월 1일 블라디미르 페트코비치 감독이 새 사령탑으로 내정되었다.

### UEFA 유로 2016
UEFA 유로 2016 예선 E조에서 7승 3패를 기록하며 잉글랜드에 이어 조 2위로 8년만에 본선에 합류했고 본선에서도 1승 2무로 개최국 프랑스에 이어 A조 2위로 유로 대회 사상 처음으로 16강 토너먼트 진출에 성공했다.

### 2018년 FIFA 월드컵

#### 예선
2018년 FIFA 월드컵 유럽 지역 예선 B조에서 한때 9연승을 질주하며 본선 직행을 눈 앞에 두는 듯 했지만 최종전에서 포르투갈에게 0-2로 덜미를 잡혔다. 단 한번의 패배로 인해 포르투갈에게 본선 직행 티켓을 빼앗기며 플레이오프로 밀려난 스위스는 벨파스트에서 열린 북아일랜드와의 플레이오프 1차전 원정 경기에서 리카르도 로드리게스의 페널티킥 결승골로 1-0 승리를 거두었고 이어 홈에서 열린 2차전에서는 0-0 무승부를 기록하며 1승 1무로 4회 연속 및 통산 11번째 월드컵 본선 진출 티켓을 확보했다.

#### 본선
플레이오프를 통해 간신히 본선 진출에 성공한 스위스는 본선에서 역대 월드컵 최다 우승국인 남미의 강호 브라질, 전 대회에서 8강 돌풍을 일으킨 북중미의 강호 코스타리카 그리고 8년만에 통산 12번째 본선에 진출한 동유럽의 강호 세르비아와 함께 E조에 편성되었다. 로스토프나도누에서 벌어진 브라질과의 첫 경기에서는 전반 20분 필리피 코치뉴에게 선제골을 내주며 끌려가다가 후반 5분 슈테벤 추버가 동점골을 터뜨리며 승부를 원점으로 돌렸지만 결국 경기는 1-1 무승부로 끝나며 승점 1점을 따내는데 그쳤다. 칼리닌그라드에서 열린 세르비아와의 2차전에서는 전반전 시작한지 5분만에 알렉산다르 미트로비치에게 또 다시 선제골을 헌납했다. 그러나 후반 7분 그라니트 자카가 동점골을 터뜨렸고 후반 종료 직전 팀의 에이스 제르단 샤치리가 극적인 역전골을 터뜨리면서 2-1의 짜릿한 역전승을 거두며 승점 3점을 획득했다. 니즈니노브고로드에서 열린 코스타리카와의 최종전에서는 양팀 2골씩 주고 받은 혈전 끝에 2-2 무승부로 마무리되면서 스위스는 브라질에 이어 조 2위로 2회 연속 16강 진출에 성공했다. 그러나 상트페테르부르크에서 열린 스웨덴과의 16강전에서 후반 21분 스웨덴의 에이스인 에밀 포르스베리에게 선제골이자 결승골을 얻어맞고 0-1로 지면서 또 다시 8강 진출이 좌절되었다. 스웨덴에게 선제골을 내준 이후 스위스는 더욱 더 파상공세를 퍼부었지만 오히려 스웨덴의 육탄방어에 가로막혀 결국 승부를 뒤집지 못한 채 16강에서 여정을 마감했다.

### 2018-19년 UEFA 네이션스리그 A
스위스는 2018-19년 UEFA 네이션스리그 A에서 벨기에, 아이슬란드와 함께 2조에 편성되었다. 이후 벌어진 아이슬란드와의 첫 경기에서 6-0의 대승을 거두었고 벨기에와의 2번째 경기에서는 1-2로 졌지만 아이슬란드와의 3번째 경기에서 2-1로 승리했으며 벨기에와의 최종전에서는 5-2로 승리하며 3승 1패로 벨기에와 동률을 이뤘으나 골득실차에서 무려 6점 앞서며 조 1위로 4강 진출에 성공했다. 그러나 2019년 6월 5일 FC 포르투의 홈 구장인 이스타디우 두 드라강에서 열린 개최국 포르투갈과의 준결승에서 상대팀 주장이자 에이스인 크리스티아누 호날두의 해트트릭을 막지 못한 채 1-3으로 완패했고 나흘 후에 벌어진 잉글랜드와의 3·4위 결정전에서도 득점없이 승부를 가리지 못하고 승부차기까지 가는 혈전 끝에 승부차기에서 6번째 키커인 요시프 드르미치의 슈팅이 상대팀 골키퍼 조던 픽퍼드의 선방에 막히면서 결국 5-6으로 져 네이션스리그 초대 대회를 4위로 마감했다.

## 국제 대회 기록

### FIFA 월드컵(본선)
스위스의 FIFA 월드컵 기록은 다음과 같다.
| FIFA 월드컵 본선 기록 | FIFA 월드컵 본선 기록        | FIFA 월드컵 본선 기록        | FIFA 월드컵 본선 기록        | FIFA 월드컵 본선 기록        | FIFA 월드컵 본선 기록        | FIFA 월드컵 본선 기록        | FIFA 월드컵 본선 기록        | FIFA 월드컵 본선 기록        | FIFA 월드컵 본선 기록        |
| 년도                  | 결과                         | 순위                         | 경기                         | 승                           | 무*                          | 패                           | 득점                         | 실점                         | 승점                         |
| --------------------- | ---------------------------- | ---------------------------- | ---------------------------- | ---------------------------- | ---------------------------- | ---------------------------- | ---------------------------- | ---------------------------- | ---------------------------- |
| 1930년                | 불참                         | 불참                         | 불참                         | 불참                         | 불참                         | 불참                         | 불참                         | 불참                         | 불참                         |
| 1934년                | 8강                          | 7위                          | 2                            | 1                            | 0                            | 1                            | 5                            | 5                            | 3                            |
| 1938년                | 8강                          | 7위                          | 3                            | 1                            | 1                            | 1                            | 5                            | 5                            | 4                            |
| 1950년                | 조별리그                     | 6위                          | 3                            | 1                            | 1                            | 1                            | 4                            | 6                            | 4                            |
| 1954년                | 8강                          | 8위                          | 4                            | 2                            | 0                            | 2                            | 11                           | 11                           | 6                            |
| 1958년                | 예선 탈락                    | 예선 탈락                    | 예선 탈락                    | 예선 탈락                    | 예선 탈락                    | 예선 탈락                    | 예선 탈락                    | 예선 탈락                    | 예선 탈락                    |
| 1962년                | 조별리그                     | 16위                         | 3                            | 0                            | 0                            | 3                            | 2                            | 8                            | 0                            |
| 1966년                | 조별리그                     | 16위                         | 3                            | 0                            | 0                            | 3                            | 1                            | 9                            | 0                            |
| 1970년                | 예선 탈락                    | 예선 탈락                    | 예선 탈락                    | 예선 탈락                    | 예선 탈락                    | 예선 탈락                    | 예선 탈락                    | 예선 탈락                    | 예선 탈락                    |
| 1974년                | 예선 탈락                    | 예선 탈락                    | 예선 탈락                    | 예선 탈락                    | 예선 탈락                    | 예선 탈락                    | 예선 탈락                    | 예선 탈락                    | 예선 탈락                    |
| 1978년                | 예선 탈락                    | 예선 탈락                    | 예선 탈락                    | 예선 탈락                    | 예선 탈락                    | 예선 탈락                    | 예선 탈락                    | 예선 탈락                    | 예선 탈락                    |
| 1982년                | 예선 탈락                    | 예선 탈락                    | 예선 탈락                    | 예선 탈락                    | 예선 탈락                    | 예선 탈락                    | 예선 탈락                    | 예선 탈락                    | 예선 탈락                    |
| 1986년                | 예선 탈락                    | 예선 탈락                    | 예선 탈락                    | 예선 탈락                    | 예선 탈락                    | 예선 탈락                    | 예선 탈락                    | 예선 탈락                    | 예선 탈락                    |
| 1990년                | 예선 탈락                    | 예선 탈락                    | 예선 탈락                    | 예선 탈락                    | 예선 탈락                    | 예선 탈락                    | 예선 탈락                    | 예선 탈락                    | 예선 탈락                    |
| 1994년                | 16강                         | 16위                         | 4                            | 1                            | 1                            | 2                            | 5                            | 7                            | 4                            |
| 1998년                | 예선 탈락                    | 예선 탈락                    | 예선 탈락                    | 예선 탈락                    | 예선 탈락                    | 예선 탈락                    | 예선 탈락                    | 예선 탈락                    | 예선 탈락                    |
| 2002년                | 예선 탈락                    | 예선 탈락                    | 예선 탈락                    | 예선 탈락                    | 예선 탈락                    | 예선 탈락                    | 예선 탈락                    | 예선 탈락                    | 예선 탈락                    |
| 2006년                | 16강                         | 10위                         | 4                            | 2                            | 2                            | 0                            | 4                            | 0                            | 8                            |
| 2010년                | 조별 리그                    | 29위                         | 3                            | 1                            | 1                            | 1                            | 1                            | 4                            | 1                            |
| 2014년                | 16강                         | 11위                         | 4                            | 2                            | 0                            | 2                            | 7                            | 7                            | 6                            |
| 2018년                | 16강                         | 13위                         | 4                            | 1                            | 2                            | 1                            | 5                            | 5                            | 5                            |
| 2022년                | 16강                         | 12위                         | 4                            | 2                            | 0                            | 2                            | 5                            | 9                            | 6                            |
| 2026년                |                              |                              |                              |                              |                              |                              |                              |                              |                              |
| 2030년                |                              |                              |                              |                              |                              |                              |                              |                              |                              |
| 2034년                |                              |                              |                              |                              |                              |                              |                              |                              |                              |
| 합계                  | 12회 진출(12/22)             | 8강(3회)                     | 41                           | 13                           | 8                            | 20                           | 55                           | 76                           | 47                           |
| 순위                  | FIFA 월드컵 역대 순위 : 18위 | FIFA 월드컵 역대 순위 : 18위 | FIFA 월드컵 역대 순위 : 18위 | FIFA 월드컵 역대 순위 : 18위 | FIFA 월드컵 역대 순위 : 18위 | FIFA 월드컵 역대 순위 : 18위 | FIFA 월드컵 역대 순위 : 18위 | FIFA 월드컵 역대 순위 : 18위 | FIFA 월드컵 역대 순위 : 18위 |

### FIFA 월드컵(예선)
| 1930년 | 불참                                     | 불참                                     | 불참                                     | 불참                                     | 불참                                     | 불참                                     | 불참                                     |                                          |                                          |
| 1934년 | 2                                        | 1                                        | 1                                        | 0                                        | 4                                        | 2                                        | 4                                        |                                          |                                          |
| 1938년 | 1                                        | 1                                        | 0                                        | 0                                        | 2                                        | 1                                        | 3                                        |                                          |                                          |
| 1950년 | 2                                        | 2                                        | 0                                        | 0                                        | 8                                        | 4                                        | 6                                        |                                          |                                          |
| 1954년 | 자동참가(개최국)                         | 자동참가(개최국)                         | 자동참가(개최국)                         | 자동참가(개최국)                         | 자동참가(개최국)                         | 자동참가(개최국)                         | 자동참가(개최국)                         |                                          |                                          |
| 1958년 | 4                                        | 0                                        | 1                                        | 3                                        | 6                                        | 11                                       | 1                                        |                                          |                                          |
| 1962년 | 5                                        | 4                                        | 0                                        | 1                                        | 11                                       | 10                                       | 12                                       |                                          |                                          |
| 1966년 | 6                                        | 4                                        | 1                                        | 1                                        | 7                                        | 3                                        | 13                                       |                                          |                                          |
| 1970년 | 6                                        | 2                                        | 1                                        | 3                                        | 5                                        | 8                                        | 7                                        |                                          |                                          |
| 1974년 | 6                                        | 2                                        | 2                                        | 2                                        | 2                                        | 4                                        | 8                                        |                                          |                                          |
| 1978년 | 4                                        | 1                                        | 0                                        | 3                                        | 3                                        | 5                                        | 3                                        |                                          |                                          |
| 1982년 | 8                                        | 2                                        | 3                                        | 3                                        | 9                                        | 12                                       | 9                                        |                                          |                                          |
| 1986년 | 8                                        | 2                                        | 4                                        | 2                                        | 5                                        | 10                                       | 10                                       |                                          |                                          |
| 1990년 | 8                                        | 2                                        | 1                                        | 5                                        | 10                                       | 14                                       | 7                                        |                                          |                                          |
| 1994년 | 10                                       | 6                                        | 3                                        | 1                                        | 23                                       | 6                                        | 21                                       |                                          |                                          |
| 1998년 | 8                                        | 3                                        | 1                                        | 4                                        | 11                                       | 12                                       | 10                                       |                                          |                                          |
| 2002년 | 10                                       | 4                                        | 2                                        | 4                                        | 18                                       | 12                                       | 14                                       |                                          |                                          |
| 2006년 | 12                                       | 5                                        | 6                                        | 1                                        | 22                                       | 11                                       | 21                                       |                                          |                                          |
| 2010년 | 10                                       | 6                                        | 3                                        | 1                                        | 18                                       | 8                                        | 21                                       |                                          |                                          |
| 2014년 | 10                                       | 7                                        | 3                                        | 0                                        | 17                                       | 6                                        | 24                                       |                                          |                                          |
| 2018년 | 12                                       | 10                                       | 1                                        | 1                                        | 24                                       | 7                                        | 31                                       |                                          |                                          |
| 2022년 | 8                                        | 5                                        | 3                                        | 0                                        | 15                                       | 2                                        | 18                                       |                                          |                                          |
| 합계   | 140                                      | 69                                       | 36                                       | 35                                       | 220                                      | 148                                      | 243                                      |                                          |                                          |
| 순위   | 월드컵 예선 승점 순위 : 26위 (유럽 13위) | 월드컵 예선 승점 순위 : 26위 (유럽 13위) | 월드컵 예선 승점 순위 : 26위 (유럽 13위) | 월드컵 예선 승점 순위 : 26위 (유럽 13위) | 월드컵 예선 승점 순위 : 26위 (유럽 13위) | 월드컵 예선 승점 순위 : 26위 (유럽 13위) | 월드컵 예선 승점 순위 : 26위 (유럽 13위) | 월드컵 예선 승점 순위 : 26위 (유럽 13위) | 월드컵 예선 승점 순위 : 26위 (유럽 13위) |

### UEFA 유럽 축구 선수권 대회(본선)
| UEFA 유로컵 본선 기록 | UEFA 유로컵 본선 기록                  | UEFA 유로컵 본선 기록                  | UEFA 유로컵 본선 기록                  | UEFA 유로컵 본선 기록                  | UEFA 유로컵 본선 기록                  | UEFA 유로컵 본선 기록                  | UEFA 유로컵 본선 기록                  | UEFA 유로컵 본선 기록                  | UEFA 유로컵 본선 기록                  |
| 년도                  | 결과                                   | 순위                                   | 경기                                   | 승                                     | 무*                                    | 패                                     | 득점                                   | 실점                                   | 승점                                   |
| --------------------- | -------------------------------------- | -------------------------------------- | -------------------------------------- | -------------------------------------- | -------------------------------------- | -------------------------------------- | -------------------------------------- | -------------------------------------- | -------------------------------------- |
| 1960년                | 불참                                   | 불참                                   | 불참                                   | 불참                                   | 불참                                   | 불참                                   | 불참                                   | 불참                                   | 불참                                   |
| 1964년                | 예선 탈락                              | 예선 탈락                              | 예선 탈락                              | 예선 탈락                              | 예선 탈락                              | 예선 탈락                              | 예선 탈락                              | 예선 탈락                              | 예선 탈락                              |
| 1968년                | 예선 탈락                              | 예선 탈락                              | 예선 탈락                              | 예선 탈락                              | 예선 탈락                              | 예선 탈락                              | 예선 탈락                              | 예선 탈락                              | 예선 탈락                              |
| 1972년                | 예선 탈락                              | 예선 탈락                              | 예선 탈락                              | 예선 탈락                              | 예선 탈락                              | 예선 탈락                              | 예선 탈락                              | 예선 탈락                              | 예선 탈락                              |
| 1976년                | 예선 탈락                              | 예선 탈락                              | 예선 탈락                              | 예선 탈락                              | 예선 탈락                              | 예선 탈락                              | 예선 탈락                              | 예선 탈락                              | 예선 탈락                              |
| 1980년                | 예선 탈락                              | 예선 탈락                              | 예선 탈락                              | 예선 탈락                              | 예선 탈락                              | 예선 탈락                              | 예선 탈락                              | 예선 탈락                              | 예선 탈락                              |
| 1984년                | 예선 탈락                              | 예선 탈락                              | 예선 탈락                              | 예선 탈락                              | 예선 탈락                              | 예선 탈락                              | 예선 탈락                              | 예선 탈락                              | 예선 탈락                              |
| 1988년                | 예선 탈락                              | 예선 탈락                              | 예선 탈락                              | 예선 탈락                              | 예선 탈락                              | 예선 탈락                              | 예선 탈락                              | 예선 탈락                              | 예선 탈락                              |
| 1992년                | 예선 탈락                              | 예선 탈락                              | 예선 탈락                              | 예선 탈락                              | 예선 탈락                              | 예선 탈락                              | 예선 탈락                              | 예선 탈락                              | 예선 탈락                              |
| 1996년                | 조별 리그                              | 13위                                   | 3                                      | 0                                      | 1                                      | 2                                      | 1                                      | 4                                      | 1                                      |
| 2000년                | 예선 탈락                              | 예선 탈락                              | 예선 탈락                              | 예선 탈락                              | 예선 탈락                              | 예선 탈락                              | 예선 탈락                              | 예선 탈락                              | 예선 탈락                              |
| 2004년                | 조별리그                               | 15위                                   | 3                                      | 0                                      | 1                                      | 2                                      | 1                                      | 6                                      | 1                                      |
| 2008년                | 조별리그                               | 11위                                   | 3                                      | 1                                      | 0                                      | 2                                      | 3                                      | 3                                      | 3                                      |
| 2012년                | 예선 탈락                              | 예선 탈락                              | 예선 탈락                              | 예선 탈락                              | 예선 탈락                              | 예선 탈락                              | 예선 탈락                              | 예선 탈락                              | 예선 탈락                              |
| 2016년                | 16강                                   | 11위                                   | 4                                      | 1                                      | 3                                      | 0                                      | 3                                      | 2                                      | 6                                      |
| 2020년                | 8강                                    | 7위                                    | 5                                      | 1                                      | 3                                      | 1                                      | 8                                      | 9                                      | 6                                      |
| 2024년                | 8강                                    | 6위                                    | 5                                      | 2                                      | 3                                      | 0                                      | 8                                      | 4                                      | 9                                      |
| 2028년                |                                        |                                        |                                        |                                        |                                        |                                        |                                        |                                        |                                        |
| 2032년                |                                        |                                        |                                        |                                        |                                        |                                        |                                        |                                        |                                        |
| 합계                  | 6회 진출(6/17)                         | 8강(1회)                               | 19                                     | 4                                      | 9                                      | 7                                      | 20                                     | 26                                     | 17                                     |
| 순위                  | UEFA 유럽 축구 선수권 대회 순위 : 15위 | UEFA 유럽 축구 선수권 대회 순위 : 15위 | UEFA 유럽 축구 선수권 대회 순위 : 15위 | UEFA 유럽 축구 선수권 대회 순위 : 15위 | UEFA 유럽 축구 선수권 대회 순위 : 15위 | UEFA 유럽 축구 선수권 대회 순위 : 15위 | UEFA 유럽 축구 선수권 대회 순위 : 15위 | UEFA 유럽 축구 선수권 대회 순위 : 15위 | UEFA 유럽 축구 선수권 대회 순위 : 15위 |

### UEFA 유럽 축구 선수권 대회(예선)
| UEFA 유로컵 예선 기록 | UEFA 유로컵 예선 기록      | UEFA 유로컵 예선 기록      | UEFA 유로컵 예선 기록      | UEFA 유로컵 예선 기록      | UEFA 유로컵 예선 기록      | UEFA 유로컵 예선 기록      | UEFA 유로컵 예선 기록      | UEFA 유로컵 예선 기록      | UEFA 유로컵 예선 기록      |
| 년도                  | 경기                       | 승                         | 무*                        | 패                         | 득점                       | 실점                       | 승점                       |                            |                            |
| --------------------- | -------------------------- | -------------------------- | -------------------------- | -------------------------- | -------------------------- | -------------------------- | -------------------------- | -------------------------- | -------------------------- |
| 1960년                | 불참                       | 불참                       | 불참                       | 불참                       | 불참                       | 불참                       | 불참                       |                            |                            |
| 1964년                | 2                          | 0                          | 1                          | 1                          | 2                          | 4                          | 1                          |                            |                            |
| 1968년                | 6                          | 2                          | 1                          | 3                          | 17                         | 13                         | 7                          |                            |                            |
| 1972년                | 6                          | 4                          | 1                          | 1                          | 12                         | 5                          | 13                         |                            |                            |
| 1976년                | 6                          | 1                          | 1                          | 4                          | 5                          | 10                         | 4                          |                            |                            |
| 1980년                | 8                          | 2                          | 0                          | 6                          | 7                          | 18                         | 6                          |                            |                            |
| 1984년                | 6                          | 2                          | 2                          | 2                          | 7                          | 9                          | 8                          |                            |                            |
| 1988년                | 8                          | 1                          | 5                          | 2                          | 9                          | 9                          | 8                          |                            |                            |
| 1992년                | 8                          | 4                          | 2                          | 2                          | 19                         | 7                          | 14                         |                            |                            |
| 1996년                | 8                          | 5                          | 2                          | 1                          | 15                         | 7                          | 17                         |                            |                            |
| 2000년                | 8                          | 4                          | 2                          | 2                          | 9                          | 5                          | 14                         |                            |                            |
| 2004년                | 8                          | 4                          | 3                          | 1                          | 15                         | 11                         | 15                         |                            |                            |
| 2008년                | 자동참가(개최국)           | 자동참가(개최국)           | 자동참가(개최국)           | 자동참가(개최국)           | 자동참가(개최국)           | 자동참가(개최국)           | 자동참가(개최국)           |                            |                            |
| 2012년                | 8                          | 3                          | 2                          | 3                          | 12                         | 10                         | 11                         |                            |                            |
| 2016년                | 10                         | 7                          | 0                          | 3                          | 24                         | 8                          | 21                         |                            |                            |
| 2020년                | 8                          | 5                          | 2                          | 1                          | 19                         | 6                          | 17                         |                            |                            |
| 2024년                | 10                         | 4                          | 5                          | 1                          | 22                         | 11                         | 17                         |                            |                            |
| 합계                  | 110                        | 48                         | 29                         | 33                         | 194                        | 133                        | 173                        |                            |                            |
| 순위                  | 유로 예선 승점 순위 : 26위 | 유로 예선 승점 순위 : 26위 | 유로 예선 승점 순위 : 26위 | 유로 예선 승점 순위 : 26위 | 유로 예선 승점 순위 : 26위 | 유로 예선 승점 순위 : 26위 | 유로 예선 승점 순위 : 26위 | 유로 예선 승점 순위 : 26위 | 유로 예선 승점 순위 : 26위 |

### 하계 올림픽
| 올림픽 축구 기록 | 올림픽 축구 기록 | 올림픽 축구 기록 | 올림픽 축구 기록 | 올림픽 축구 기록 | 올림픽 축구 기록 | 올림픽 축구 기록 | 올림픽 축구 기록 | 올림픽 축구 기록 | 올림픽 축구 기록 |
| 년도             | 결과             | 순위             | 경기             | 승               | 무*              | 패               | 득점             | 실점             | 승점             |
| ---------------- | ---------------- | ---------------- | ---------------- | ---------------- | ---------------- | ---------------- | ---------------- | ---------------- | ---------------- |
| 1900년           | 불참             | 불참             | 불참             | 불참             | 불참             | 불참             | 불참             | 불참             | 불참             |
| 1904년           | 불참             | 불참             | 불참             | 불참             | 불참             | 불참             | 불참             | 불참             | 불참             |
| 1908년           | 불참             | 불참             | 불참             | 불참             | 불참             | 불참             | 불참             | 불참             | 불참             |
| 1912년           | 불참             | 불참             | 불참             | 불참             | 불참             | 불참             | 불참             | 불참             | 불참             |
| 1920년           | 불참             | 불참             | 불참             | 불참             | 불참             | 불참             | 불참             | 불참             | 불참             |
| 1924년           | 은메달           | 준우승           | 6                | 4                | 1                | 1                | 15               | 6                | 13               |
| 1928년           | 1라운드          | 13위             | 1                | 0                | 0                | 1                | 0                | 4                | 0                |
| 1936년           | 불참             | 불참             | 불참             | 불참             | 불참             | 불참             | 불참             | 불참             | 불참             |
| 1948년           | 불참             | 불참             | 불참             | 불참             | 불참             | 불참             | 불참             | 불참             | 불참             |
| 1952년           | 불참             | 불참             | 불참             | 불참             | 불참             | 불참             | 불참             | 불참             | 불참             |
| 1956년           | 불참             | 불참             | 불참             | 불참             | 불참             | 불참             | 불참             | 불참             | 불참             |
| 1960년           | 진출 실패        | 진출 실패        | 진출 실패        | 진출 실패        | 진출 실패        | 진출 실패        | 진출 실패        | 진출 실패        | 진출 실패        |
| 1964년           | 진출 실패        | 진출 실패        | 진출 실패        | 진출 실패        | 진출 실패        | 진출 실패        | 진출 실패        | 진출 실패        | 진출 실패        |
| 1968년           | 진출 실패        | 진출 실패        | 진출 실패        | 진출 실패        | 진출 실패        | 진출 실패        | 진출 실패        | 진출 실패        | 진출 실패        |
| 1972년           | 진출 실패        | 진출 실패        | 진출 실패        | 진출 실패        | 진출 실패        | 진출 실패        | 진출 실패        | 진출 실패        | 진출 실패        |
| 1976년           | 진출 실패        | 진출 실패        | 진출 실패        | 진출 실패        | 진출 실패        | 진출 실패        | 진출 실패        | 진출 실패        | 진출 실패        |
| 1980년           | 진출 실패        | 진출 실패        | 진출 실패        | 진출 실패        | 진출 실패        | 진출 실패        | 진출 실패        | 진출 실패        | 진출 실패        |
| 1984년           | 진출 실패        | 진출 실패        | 진출 실패        | 진출 실패        | 진출 실패        | 진출 실패        | 진출 실패        | 진출 실패        | 진출 실패        |
| 1988년           | 진출 실패        | 진출 실패        | 진출 실패        | 진출 실패        | 진출 실패        | 진출 실패        | 진출 실패        | 진출 실패        | 진출 실패        |
| 1992년           | 진출 실패        | 진출 실패        | 진출 실패        | 진출 실패        | 진출 실패        | 진출 실패        | 진출 실패        | 진출 실패        | 진출 실패        |
| 1996년           | 진출 실패        | 진출 실패        | 진출 실패        | 진출 실패        | 진출 실패        | 진출 실패        | 진출 실패        | 진출 실패        | 진출 실패        |
| 2000년           | 진출 실패        | 진출 실패        | 진출 실패        | 진출 실패        | 진출 실패        | 진출 실패        | 진출 실패        | 진출 실패        | 진출 실패        |
| 2004년           | 진출 실패        | 진출 실패        | 진출 실패        | 진출 실패        | 진출 실패        | 진출 실패        | 진출 실패        | 진출 실패        | 진출 실패        |
| 2008년           | 진출 실패        | 진출 실패        | 진출 실패        | 진출 실패        | 진출 실패        | 진출 실패        | 진출 실패        | 진출 실패        | 진출 실패        |
| 2012년           | 조별리그         | 13위             | 3                | 0                | 1                | 2                | 2                | 4                | 1                |
| 2016년           | 진출 실패        | 진출 실패        | 진출 실패        | 진출 실패        | 진출 실패        | 진출 실패        | 진출 실패        | 진출 실패        | 진출 실패        |
| 합계             | 3회 진출(3/26)   | 은메달(1회)      | 10               | 4                | 2                | 4                | 17               | 14               | 14               |

## 유니폼
스위스 홈 유니폼은 적색 상의, 백색 하의, 적색 양말로 구성되어 있으며, 원정 유니폼은 백색 상의, 적색 하의, 백색 양말로 되어 있다. 홈 유니폼과 원정 유니폼의 조합은 상대가 착용할 유니폼에 따라 섞어서 조합하는 것도 가능하다. 현재 유니폼 제작사는 푸마로, 2018년 상반기까지 계약되어 있다.

### 유니폼 변천사
홈
| 고전 유니폼 | 1994년 월드컵 | 유로 1996 | 유로 2004 | 2005년 | 2006년 월드컵 |

| 유로 2008 | 2010년 월드컵 | 2012년 | 2014년 월드컵 |

원정
| 고전 유니폼 | 1994년 월드컵 | 2006년 월드컵 | 유로 2008 | 2010년 월드컵 | 2012년 |

| 2014년 월드컵 |

## 현재 선수 명단
다음 선수들은 2023년 6월 16일과 19일  안도라와  루마니아와의 UEFA 유로 2024 예선에 참가하는 선수 명단이다.

출장 및 득점 기록은 2023년 3월 28일,  이스라엘전 이후를 기준으로 되어 있다.

| 번호 | 위치 | 선수                   | 생년월일 (나이)        | 출전 | 득점 | 소속                      |
| ---- | ---- | ---------------------- | ---------------------- | ---- | ---- | ------------------------- |
|      | GK   | 얀 조머 (3주장)        | 1988년 12월 17일(36세) | 82   | 0    | 바이에른 뮌헨             |
|      | GK   | 그레고어 코벨          | 1997년 12월 6일(27세)  | 4    | 0    | 보루시아 도르트문트       |
|      | GK   | 이본 음보고            | 1994년 6월 6일(30세)   | 4    | 0    | 로리앙                    |
|      |      |                        |                        |      |      |                           |
|      | DF   | 리카르도 로드리게스    | 1992년 8월 25일(32세)  | 106  | 9    | 토리노                    |
|      | DF   | 파비안 셰어            | 1991년 12월 20일(33세) | 75   | 8    | 뉴캐슬 유나이티드         |
|      | DF   | 마누엘 아칸지          | 1995년 7월 19일(29세)  | 49   | 2    | 맨체스터 시티             |
|      | DF   | 니코 엘베디            | 1996년 9월 30일(28세)  | 45   | 1    | 보루시아 묀헨글라트바흐   |
|      | DF   | 에라이 죄메르트        | 1998년 2월 4일(27세)   | 12   | 0    | 발렌시아                  |
|      | DF   | 조르당 로톰바          | 1998년 9월 29일(26세)  | 7    | 1    | 니스                      |
|      | DF   | 울리세스 가르시아      | 1996년 1월 11일(29세)  | 4    | 0    | 영 보이스                 |
|      | DF   | 세드리크 체지거        | 1998년 6월 24일(26세)  | 2    | 0    | 영 보이스                 |
|      |      |                        |                        |      |      |                           |
|      | MF   | 그라니트 자카 (주장)   | 1992년 9월 27일(32세)  | 114  | 14   | 아스널                    |
|      | MF   | 제르단 샤키리 (부주장) | 1991년 10월 10일(33세) | 112  | 27   | 시카고 파이어             |
|      | MF   | 레모 프로일러 (4주장)  | 1992년 4월 15일(32세)  | 55   | 6    | 노팅엄 포리스트           |
|      | MF   | 슈테벤 추버            | 1991년 8월 17일(33세)  | 51   | 10   | AEK 아테네                |
|      | MF   | 데니스 자카리아        | 1996년 11월 20일(28세) | 47   | 3    | 첼시                      |
|      | MF   | 지브릴 소우            | 1997년 2월 6일(28세)   | 36   | 0    | 아인트라흐트 프랑크푸르트 |
|      | MF   | 레나토 슈테펜          | 1991년 11월 3일(33세)  | 31   | 4    | 루가노                    |
|      | MF   | 에디밀송 페르난드스    | 1996년 4월 15일(28세)  | 26   | 2    | 마인츠 05                 |
|      | MF   | 미셸 애비셔            | 1997년 1월 6일(28세)   | 14   | 0    | 볼로냐                    |
|      | MF   | 우란 비슬리미          | 1999년 9월 25일(25세)  | 0    | 0    | 루가노                    |
|      |      |                        |                        |      |      |                           |
|      | FW   | 하리스 세페로비치      | 1992년 2월 22일(33세)  | 92   | 25   | 셀타 비고                 |
|      | FW   | 루벤 바르가스          | 1998년 8월 5일(26세)   | 33   | 5    | FC 아우크스부르크         |
|      | FW   | 안디 제키리            | 1999년 6월 22일(25세)  | 7    | 0    | 바젤                      |
|      | FW   | 제키 암두니            | 2000년 12월 4일(24세)  | 3    | 2    | 바젤                      |

### 최근 차출
다음은 최근 12개월 간 대표팀에 소집된 선수 명단이다.
| 위치 | 선수                  | 생년월일 (나이)        | 출전 | 득점 | 소속                    | 최근 소집                   |
| ---- | --------------------- | ---------------------- | ---- | ---- | ----------------------- | --------------------------- |
| GK   | 요나스 오믈린         | 1994년 1월 10일(31세)  | 4    | 0    | 보루시아 묀헨글라트바흐 | 2023년 3월 28일, 이스라엘전 |
| GK   | 제레미 프리크         | 1993년 3월 8일(32세)   | 0    | 0    | 세르베트                | 2023년 3월 28일, 이스라엘전 |
| GK   | 필리프 쾬             | 1998년 4월 2일(27세)   | 0    | 0    | 레드불 잘츠부르크       | 2022년 FIFA 월드컵          |
| GK   | 다비드 폰 발무스      | 1994년 12월 30일(30세) | 0    | 0    | 영 보이스               | 2022년 9월 27일, 체코전     |
|      |                       |                        |      |      |                         |                             |
| DF   | 실반 비드머           | 1993년 3월 5일(32세)   | 39   | 3    | 마인츠 05               | 2023년 3월 28일, 이스라엘전 |
| DF   | 미하엘 랑             | 1991년 2월 8일(34세)   | 31   | 3    | 바젤                    | 2023년 3월 28일, 이스라엘전 |
| DF   | 도미니크 슈미트       | 1998년 3월 10일(27세)  | 0    | 0    | 그라스호퍼              | 2023년 3월 28일, 이스라엘전 |
| DF   | 케뱅 음바부           | 1995년 4월 19일(29세)  | 22   | 0    | 세르베트                | 2022년 9월 27일, 체코전     |
|      |                       |                        |      |      |                         |                             |
| MF   | 크리스티안 파스나흐트 | 1993년 11월 11일(31세) | 19   | 4    | 영 보이스               | 2023년 3월 28일, 이스라엘전 |
| MF   | 파비안 리더           | 2002년 2월 16일(23세)  | 4    | 0    | 영 보이스               | 2023년 3월 28일, 이스라엘전 |
| MF   | 파비안 프라이         | 1989년 1월 8일(36세)   | 24   | 3    | 바젤                    | 2022년 FIFA 월드컵          |
| MF   | 아르돈 야샤리         | 2002년 7월 30일(22세)  | 2    | 0    | 루체른                  | 2022년 FIFA 월드컵          |
|      |                       |                        |      |      |                         |                             |
| FW   | 브릴 엠볼로           | 1997년 2월 14일(28세)  | 63   | 14   | 모나코                  | 2023년 6월 16일, 안도라전부 |
| FW   | 노아 오카포르         | 2000년 5월 24일(24세)  | 14   | 2    | AC 밀란                 | 2023년 3월 28일, 이스라엘전 |
| FW   | 세드리크 이텐         | 1996년 12월 27일(28세) | 9    | 4    | 영 보이스               | 2023년 3월 28일, 이스라엘전 |
| FW   | 단 은도예             | 2000년 10월 25일(24세) | 1    | 0    | 바젤                    | 2022년 9월 27일, 체코전     |

범례
은: 국가대표팀 은퇴

부: 부상으로 선수단에서 제외

예: 예비 명단에 포함

코: 코로나 19로 선수단에서 제외

## 통계
다음은 스위스 축구 국가대표팀의 최다 출장 선수와 최다 득점 선수 목록이다. 굵은 글씨로 표시된 선수는 현역 국가대표 선수이다. 통계는 2022년 11월 19일을 기준으로 되어 있다.
| #  | 성명                | 기간      | 출장 | 골 |
| -- | ------------------- | --------- | ---- | -- |
| 1  | 그라니트 자카       | 2011–     | 120  | 14 |
| 2  | 제르단 샤키리       | 2010–     | 118  | 29 |
| 2  | 하인츠 헤르만       | 1978–1991 | 118  | 15 |
| 4  | 리카르도 로드리게스 | 2011–     | 112  | 9  |
| 4  | 알랭 가이거         | 1980–1996 | 112  | 2  |
| 6  | 리카르도 로드리게스 | 2011–     | 104  | 9  |
| 7  | 스테판 샤퓌자       | 1989–2004 | 103  | 21 |
| 8  | 요한 포겔           | 1995–2007 | 94   | 2  |
| 9  | 하리스 세페로비치   | 2013–     | 93   | 25 |
| 10 | 얀 조머             | 2012–     | 90   | 0  |

최다 득점 기록
| # | 선수                | 경력      | 골 | 출장 | 골평균 |
| - | ------------------- | --------- | -- | ---- | ------ |
| 1 | 알렉산더 프라이     | 2001–2011 | 42 | 84   | 0.5    |
| 2 | 쿠빌라이 튀르킬마즈 | 1988–2001 | 34 | 64   | 0.53   |
| 2 | 막스 아베글렌       | 1922–1937 | 34 | 68   | 0.5    |
| 4 | 제르단 샤키리       | 2010–     | 29 | 118  | 0.25   |
| 4 | 안드레 아베글렌     | 1927–1943 | 29 | 52   | 0.56   |
| 6 | 자크 파통           | 1946–1955 | 28 | 53   | 0.53   |
| 7 | 아드리안 크누프     | 1989–1996 | 26 | 49   | 0.53   |
| 8 | 하리스 세페로비치   | 2013–     | 25 | 93   | 0.27   |
| 9 | 요제프 휘기         | 1951–1961 | 22 | 34   | 0.65   |
| 9 | 샤를 앙테낭         | 1948–1962 | 22 | 42   | 0.39   |

## 역대 감독 목록
| 국적                             | 성명                  | 취임             | 해임             |
| -------------------------------- | --------------------- | ---------------- | ---------------- |
| 오스트리아                       | 칼 라판               | 1960년           | 1963년 11월 11일 |
| 이탈리아                         | 알프레도 포니         | 1964년 7월 1일   | 1967년 5월 3일   |
| 스위스                           | 에어빈 발라비오       | 1967년 5월 24일  | 1969년 11월 2일  |
| 스위스                           | 루이 모레르           | 1970년 10월 17일 | 1971년 10월 10일 |
| 스위스                           | 레네 휘시             | 1973년 6월 22일  | 1976년 9월 8일   |
| 유고슬라비아 사회주의 연방공화국 | 미로슬라브 블라제비치 | 1976년 9월 8일   | 1977년 3월 30일  |
| 스위스                           | 로거 볼란텐           | 1977년 3월 30일  | 1979년 3월 28일  |
| 스위스                           | 레오 발커             | 1979년 5월 5일   | 1980년 12월 21일 |
| 스위스                           | 파울 볼피스베어크     | 1981년 3월 24일  | 1985년 11월 10일 |
| 스위스                           | 다니엘 장뒤푀         | 1986년 3월 12일  | 1989년 4월 26일  |
| 독일                             | 울리 슈틸리케         | 1989년 6월 21일  | 1991년 11월 13일 |
| 잉글랜드                         | 로이 호지슨           | 1992년 1월 26일  | 1995년 11월 15일 |
| 포르투갈                         | 아르투르 조르즈       | 1996년 3월 13일  | 1996년 6월 18일  |
| 오스트리아                       | 롤프 프링어           | 1996년 8월 1일   | 1997년 10월 11일 |
| 프랑스                           | 질베르 그레스         | 1998년 3월 25일  | 1999년 10월 9일  |
| 아르헨티나                       | 엔소 트로세로         | 2000년 8월 16일  | 2001년 6월 6일   |
| 스위스                           | 쾨비 쿤               | 2001년 8월 15일  | 2008년 6월 30일  |
| 독일                             | 오트마어 히츠펠트     | 2008년 7월 1일   | 2014년 7월 13일  |
| 유고슬라비아 사회주의 연방공화국 | 블라디미르 페트코비치 | 2014년 7월 13일  | 2021년 7월 26일  |
| 스위스 · 튀르키예                | 무라트 야킨           | 2021년 8월 9일   | 현임             |

## 결과 및 일정
다음은 최근 경기 결과 및 향후 일정의 목록이다.

### 2022년
| UEFA 네이션스리그 2022년 9월 24일 | 스페인   | 1 - 2 | 스위스                  | 스페인, 사라고사                                        |  |  |
| 20:45 UTC+2                       | 알바 51′ |       | 아칸지 21′ · 엠볼로 59′ | 경기장: 라 로마레다 관중 수: 31,804 심판: 클레망 튀르팽 |  |  |
|                                   |          |       |                         |                                                         |  |  |

| UEFA 네이션스리그 2022년 9월 27일 | 스위스                    | 2 - 1 | 체코     | 스위스, 장크트갈렌                                     |  |  |
| 20:45 UTC+2                       | 프로일러 29′ · 엠볼로 30′ |       | 시크 45′ | 경기장: 키분파르크 관중 수: 13,353 심판: 이르판 펠리토 |  |  |
|                                   |                           |       |          |                                                        |  |  |

| 친선 경기 2022년 11월 17일 | 가나                    | 2 - 0 | 스위스 | 아랍에미리트, 아부다비                                               |  |  |
| 14:00 UTC+4                | 살리수 70′ · 세메뇨 74′ |       |        | 경기장: 자예드 스포츠 시티 스타디움 관중 수: 650 심판: 아흐메드 이사 |  |  |
|                            |                         |       |        |                                                                      |  |  |

| 2022년 FIFA 월드컵 G조 2022년 11월 24일 | 스위스     | 1 - 0 | 카메룬 | 카타르, 알와크라                                            |  |  |
| 13:00 UTC+3                             | 엠볼로 48′ |       |        | 경기장: 알자누브 스타디움 관중 수: 39,089 심판: 파쿤도 테요 |  |  |
|                                         |            |       |        |                                                             |  |  |

| 2022년 FIFA 월드컵 G조 2022년 11월 28일 | 브라질       | 1 - 0 | 스위스 | 카타르, 도하                                           |  |  |
| 19:00 UTC+3                             | 카제미루 83′ |       |        | 경기장: 스타디움 974 관중 수: 43,649 심판: 이반 바르톤 |  |  |
|                                         |              |       |        |                                                        |  |  |

| 2022년 FIFA 월드컵 G조 2022년 12월 2일 | 세르비아                           | 2 - 3 | 스위스                                 | 카타르, 도하                                                 |  |  |
| 22:00 UTC+3                            | A. 미트로비치 26′ · 블라호비치 35′ |       | 샤키리 20′ · 엠볼로 44′ · 프로일러 48′ | 경기장: 스타디움 974 관중 수: 41,378 심판: 페르난도 라팔리니 |  |  |
|                                        |                                    |       |                                        |                                                              |  |  |

| 2022년 FIFA 월드컵 16강 2022년 12월 6일 | 포르투갈                                                    | 6 - 1 | 스위스     | 카타르, 루사일                                                                |  |  |
| 22:00 UTC+3                             | 하무스 17′, 51′, 67′ · 페페 33′ · 게헤이루 55′ · 레앙 90+2′ |       | 아칸지 58′ | 경기장: 루사일 아이코닉 스타디움 관중 수: 83,720 심판: 세사르 아르투로 라모스 |  |  |
|                                         |                                                             |       |            |                                                                               |  |  |

### 2023년
| UEFA 유로 2024 예선 I조 2023년 3월 25일 | 벨라루스 | 0 - 5 | 스위스                                      | 세르비아, 노비사드                                                            |  |  |
| 18:00 UTC+1                             |          |       | 슈테펜 4′, 17′, 29′ · 자카 62′ · 암두니 65′ | 경기장: 스타디온 카라조르제 관중 수: 0 심판: 알레한드로 에르난데스 에르난데스 |  |  |
|                                         |          |       |                                             |                                                                               |  |  |

| UEFA 유로 2024 예선 I조 2023년 3월 28일 | 스위스                                 | 3 - 0 | 이스라엘 | 스위스, 제네바                                                   |  |  |
| 20:45 UTC+1                             | 바르가스 39′ · 암두니 48′ · 비드머 52′ |       |          | 경기장: 스타드 드 주네브 관중 수: 14,819 심판: 니콜라 다바노비치 |  |  |
|                                         |                                        |       |          |                                                                  |  |  |

| UEFA 유로 2024 예선 I조 2023년 6월 16일 | 안도라       | 1 - 2 | 스위스                   | 안도라, 안도라라벨랴                                         |  |  |
| 20:45 UTC+2                             | 비에이라 67′ |       | 프로일러 7′ · 암두니 33′ | 경기장: 에스타디 나시우날 관중 수: 2,490 심판: 베르케 벌라시 |  |  |
|                                         |              |       |                          |                                                              |  |  |

| UEFA 유로 2024 예선 I조 2023년 6월 19일 | 스위스          | 2 - 2 | 루마니아            | 스위스, 루체른                                                   |  |  |
| 20:45 UTC+2                             | 암두니 28′, 41′ |       | 미허일러 89′, 90+2′ | 경기장: 스위스포어아레나 관중 수: 14,400 심판: 다니엘레 오르사토 |  |  |
|                                         |                 |       |                     |                                                                  |  |  |

| UEFA 유로 2024 예선 I조 2023년 9월 9일 | 코소보 | v | 스위스 | 코소보, 프리슈티나             |  |  |
| 20:45 UTC+2                            |        |   |        | 경기장: 스타디우미 파딜 보크리 |  |  |
|                                        |        |   |        |                                |  |  |

| UEFA 유로 2024 예선 I조 2023년 9월 12일 | 스위스 | v | 안도라 | 스위스 |  |  |
| 20:45 UTC+2                             |        |   |        |        |  |  |
|                                         |        |   |        |        |  |  |

| UEFA 유로 2024 예선 I조 2023년 10월 12일 | 이스라엘 | v | 스위스 | 이스라엘, 텔아비브        |  |  |
| 21:45 UTC+3                              |          |   |        | 경기장: 블룸필드 스타디움 |  |  |
|                                          |          |   |        |                           |  |  |

| UEFA 유로 2024 예선 I조 2023년 10월 15일 | 스위스 | v | 벨라루스 | 스위스 |  |  |
| 18:00 UTC+2                              |        |   |          |        |  |  |
|                                          |        |   |          |        |  |  |

| UEFA 유로 2024 예선 I조 2023년 11월 18일 | 스위스 | v | 코소보 | 스위스 |  |  |
| 20:45 UTC+1                              |        |   |        |        |  |  |
|                                          |        |   |        |        |  |  |

| UEFA 유로 2024 예선 I조 2023년 11월 21일 | 루마니아 | v | 스위스 | 루마니아, 부쿠레슈티          |  |  |
| 21:45 UTC+2                              |          |   |        | 경기장: 스타디오눌 스테아우아 |  |  |
|                                          |          |   |        |                               |  |  |

## 스위스 청소년 국가대표팀
- 스위스 U-23 축구 국가대표팀
- 스위스 U-21 축구 국가대표팀
- 스위스 U-20 축구 국가대표팀
- 스위스 U-19 축구 국가대표팀
- 스위스 U-18 축구 국가대표팀
- 스위스 U-17 축구 국가대표팀
- 스위스 U-16 축구 국가대표팀